# 사랑했나봐 (노래)
사랑했나봐는 2005년에 발표한 윤도현의 앨범 《Difference》의 타이틀곡이자 윤도현의 노래인데 원래 테이, 엄정화에게 먼저 제의가 갔으나 불발됐으며 만화 짱구는 못말려에 BGM으로 수록되기도 했다.